# Покровский, Николай Валентинович
Никола́й Валенти́нович Покро́вский (21 октября 1922, Челябинск — 19 августа 2000) — советский инженер и шахматист, кандидат в мастера спорта.

## Биография
Ветеран Великой Отечественной войны. В июне 1942 г. окончил Томское артиллерийское училище, получил звание лейтенанта. Воевал на Воронежском и 1-м Украинском фронтах в должности командира огневого взвода ИПТАП № 1593. В 1944 г. был демобилизован по ранению.
В 1948 г. окончил МЭИ. Работал инженером и старшим инженером в КБ-11 (Арзамас-16). В период с 1955 по 1983 гг. был начальником отдела в НИИ-1011 (Снежинск). Занимался разработкой ядерных боеприпасов.
Лауреат Государственной премии СССР (1967). Дважды кавалер Ордена Трудового Красного Знамени (1956 и 1962). Кавалер Ордена «Знак почёта» (1954).

### Шахматная карьера
Двукратный чемпион Челябинской области. Победитель фестиваля «Шахматный кубок Ставрополья» (1981 г.).
Добился значительных успехов в шахматах по переписке.
Участник 8-го чемпионата СССР (1967—1968 гг.), 7-го и 8-го чемпионатов РСФСР.
В составе сборной РСФСР победитель пяти командных чемпионатов СССР (в том числе трижды с лучшим результатом на своей доске).

## Основные спортивные результаты
| Год       | Соревнование                                            | + | - | =  | Результат | Место                           |
| --------- | ------------------------------------------------------- | - | - | -- | --------- | ------------------------------- |
| 1966—1968 | 1-й командный чемпионат СССР (сборная РСФСР, 6-я доска) |   |   |    | 5 из 10   | Команда — чемпион               |
| 1967—1968 | 8-й чемпионат СССР                                      | 5 | 5 | 9  | 9½ из 19  | 9—11                            |
| 1968—1970 | 2-й командный чемпионат СССР (сборная РСФСР, 8-я доска) |   |   |    | 8 из 11   | 1—3 на доске, команда — чемпион |
| 1970—1973 | 3-й командный чемпионат СССР (сборная РСФСР, 8-я доска) |   |   |    | 9½ из 12  | 1 на доске, команда — чемпион   |
| 1973—1975 | 4-й командный чемпионат СССР (сборная РСФСР, 4-я доска) |   |   |    | 9 из 12   | 1 на доске, команда — чемпион   |
| 1978—1979 | 7-й чемпионат РСФСР                                     | 9 | 5 | 4  | 11 из 18  | 4—5                             |
| 1978—1981 | 6-й командный чемпионат СССР (сборная РСФСР, 9-я доска) |   |   |    | 13 из 16  | 2 на доске, команда — чемпион   |
| 1980—1982 | 8-й чемпионат РСФСР                                     | 0 | 4 | 11 | 5½ из 15  | 13                              |